# Seznam nejvyšších staveb v Česku
Tento seznam nejvyšších staveb v Česku obsahuje všechny typy staveb a řadí je dle jejich celkové výšky, tedy například včetně případných anténních konstrukcí. Již nestojící stavby jsou vyznačeny kurzívou a mají šedé pozadí.
Nejvyšší kancelářské a obytné budovy v ČR nejsou vzhledem ke své výšce (menší než 150 m) součástí tohoto soupisu; uvádí je Seznam nejvyšších budov v Česku.
| Název                                    | Výška k vrcholu | Výstavba                                                         | Typ stavby                           | Místo                              | Poznámky |
| ---------------------------------------- | --------------- | ---------------------------------------------------------------- | ------------------------------------ | ---------------------------------- | --- |
| Vysílač Liblice B                        | 355 m (2×)      | 1975–1976                                                        | kotvený stožár                       | Liblice                            | dva kotvené stožáry pro středovlnné vysílání; v r. 2021 vysílání ČRo ukončeno, uvažováno o demolici; od října 2023 provoz dočasně obnoven pro jiného provozovatele, v březnu 2025 vysílání ukončeno |
| Vysílač Krašov (II)                      | 347,5 m         | 1979–1981                                                        | kotvený stožár                       | část obce Krašov, Bezvěrov         | televizní vysílač, postaven po havárii původního vysílače Krašov (312,5 m) |
| Vysílač Kojál (II)                       | 339,5 m         | 1984                                                             | kotvený stožár                       | vrch Kojál u Vyškova               | televizní vysílač, dvojče vysílače Krašov. Po výstavbě v roce 1959 měřil 322 m. Na vrcholu laminátová konstrukce cca 22 m vysoká                                                                    |
| Vysílač Kojál (I)                        | 322 m           | 1957–1958                                                        | kotvený stožár                       | vrch Kojál u Vyškova               | Pata původního vysílače dosud stojí vedle nového stožáru |
| Vysílač Krašov (I)                       | 312,5 m         | 1958–1960 (původně stožár měřil 305 m, od roku 1974 pak 312,5 m) | kotvený stožár                       | část obce Krašov, Bezvěrov         | Následkem silného větru, koroze a silných mrazů byl stožár poničen, a následně byl odstřelen (1979)                                                                                                 |
| Komín Elektrárny Prunéřov II             | 301 m           | 1981                                                             | komín                                | Prunéřov                           | součást tepelné elektrárny |
| Komín Elektrárny Chvaletice              | 300 m           | 1977                                                             | komín                                | Chvaletice                         | součást tepelné elektrárny Chvaletice postavené v roce 1978 |
| Komín Elektrárny Tušimice II             | 300 m           | 1974                                                             | komín                                | Tušimice                           | součást tepelné elektrárny, zbouraný metodou postupného rozebírání (květen 2012) |
| Vysílač Blaw-Knox Liblice B              | 280,4 m         | 1929–1931                                                        | kotvený stožár                       | Liblice                            | demolice 1972, krátce po druhé světové válce byl nejvyšší kotvenou stavbou světa |
| Komín Elektrárny Mělník III              | 273 m           | 1980                                                             | komín                                | Horní Počaply                      | součást tepelné elektrárny – bloku 500 MWe |
| Vysílač Topolná                          | 270 m (2×)      | 1951                                                             | kotvený stožár                       | Topolná                            | dva stožáry Topolná 1 a Topolná 2; demolice 28. 7. 2022 |
| Komín Elektrárny Dětmarovice             | 269 m           | 1975                                                             | komín                                | Dětmarovice                        | součást tepelné elektrárny |
| Komín Elektrárny Dětmarovice             | 269 m           | 1975                                                             | komín                                | Dětmarovice                        | součást tepelné elektrárny |
| Atmosférická stanice Křešín              | 250 m           | 2012                                                             | kotvený stožár                       | Křešín                             | |
| Vysílač Buková hora                      | 223,5 m         | 1967                                                             | vysílač (věž není veřejně přístupná) | vrch Buková hora u města Verneřice | původní vysílač na tomto místě, postavený v letech 1960–1962, měřil 181,5 m, byl v září 1966 odstřelen. Nový vysílač je údajně nejvyšší betonovou stavbou v Česku                                   |
| Komín Elektrárny Počerady                | 222 m           | 1974                                                             | komín                                | Počerady                           | součást tepelné elektrárny Seven Energy |
| komín Teplárny Trmice                    | 220 m           | 1971–1974, 1976                                                  | komín                                | Trmice                             | součást teplárny Trmice, vznikl jako současně se stavbou kotle K5 a protitlaké turbíny TG7 |
| Komín Nové hutě                          | 220 m           | 1972                                                             | komín                                | Ostrava                            | součást hutních závodů dříve ArcelorMittal Ostrava, dnes Liberty Ostrava, vlastník TAMEH Czech, komín v provozu od 10.12.1972                                                                       |
| RKS Litovel                              | 220 m (3×)      | 1953                                                             | kotvený stožár                       | Litovel                            | tři vysílací stožáry, odstřeleny 11. 9. 2000 |
| komín Teplárny Brno, provoz Brno-sever   | 217,5 m         | 1982                                                             | železobetonový komín                 | Brno Maloměřice                    | součást teplárny, horní část komína je postavena křivě |
| Vysílač Žižkov                           | 216 m           | 1985–1992                                                        | vysílač s rozhlednou                 | Praha Žižkov                       | televizní vysílač, unikátní ocelobetonová konstrukce tvořená trojicí svislých tubusů |
| komín Teplárny Trmice                    | 218 m           | 1976                                                             | komín                                | Trmice                             | součást podniku ČEZ Teplárenská |
| Komín Spolana Neratovice                 | 206 m           | 1973–1976                                                        | komín                                | Neratovice                         | teplárna podniku Spolana |
| Komín Elektrárny Mělník II               | 203 m           | 1971                                                             | komín                                | Horní Počaply                      | součást tepelné elektrárny – bloku 220 MWe, zbourán v roce 2015 |
| Komín Elektrárny Počerady                | 200 m           | 1974                                                             | komín                                | Počerady                           | součást podniku Seven Energy |
| Komín Elektrárny Počerady                | 200 m           | 1974                                                             | komín                                | Počerady                           | |
| Komín Elektrárny Vřesová                 | 200 m           | 1967                                                             | komín                                | Vřesová                            | součást podniku Sokolovská uhelná |
| Komín Elektrárny Ledvice                 | 200 m           | 1964                                                             | komín                                | Ledvice                            | |
| Komín Škoda Auto                         | 200 m           | 1976                                                             | komín                                | Mladá Boleslav                     | komín v areálu Škoda Auto a.s. – sloužící potřebám elektrárny ŠkoEnergo |
| Komín Elektrárny Prunéřov I              | 200 m           | 1967                                                             | komín                                | Prunéřov                           | součást tepelné elektrárny, 23. 6. 2023 10:56 odstřelen |
| Komín Elektrárny Tušimice I              | 195 m           | 1963–1964                                                        | komín                                | Tušimice                           | železobetonová konstrukce; odstřelen 26. 11. 2005 |
| Vysílač Cukrák                           | 196 m           | 1960                                                             | vysílač                              | vrch Kopanina u Prahy              | televizní vysílač; původně 189,7 m vysoký, zvýšen v roce 1974 |
| Vysílač Hošťálkovice                     | 186 m           | 1974–1979                                                        | vysílač                              | Hošťálkovice                       | televizní vysílač |
| Vysílač Krásné                           | 182 m           | 1960                                                             | kotvený stožár                       | Krásné                             | televizní vysílač |
| Komín Teplárny Chomutov                  | 182 m           |                                                                  | komín                                | Chomutov                           | |
| Komín Chemické závody Sokolov            | 180 m           |                                                                  | komín                                | Sokolov                            | Synthomer a.s. |
| Komín Elektrárny Komořany                | 180 m           | 1963                                                             | komín                                | Komořany u Mostu                   | součást tepelné elektrárny United energy |
| VE Zlatá Olešnice III                    | 180 m           | 2018                                                             | větrná elektrárna                    | Zlatá Olešnice                     | Vestas V110 (125+55 m) |
| VE Jindřichovice II                      | 180 m (7×)      | 2019                                                             | větrná elektrárna                    | Jindřichovice                      | Vestas V110 (125+55 m) |
| Komín Spalovny Malešice                  | 180 m           | 1996                                                             | komín                                | Praha Malešice                     | součást spalovny odpadů ZEVO Malešice |
| VTE Enercon Žipotín                      | 178 m           | 2023                                                             | větrná elektrárna                    | Žipotín                            | Enercon E138 |
| Vysílač Kleť                             | 176 m           | 1977                                                             | kotvený stožár                       | vrch Kleť                          | televizní vysílač |
| VE Kocléřov (Vítězná u Dvora Králové)    | 175 m           | 2014                                                             | větrná elektrárna                    | Kocléřov                           | Vestas V112 (119+56 m) |
| Stožár Dobrochov                         | 171 m           | 1947                                                             | kotvený stožár                       | Dobrochov                          | demolice 1986 |
| Komín Plzeňské teplárenské               | 171 m           | 1975                                                             | komín                                | Plzeň                              | součást teplárny |
| Komín Teplárny Otrokovice                | 170 m           | 1976                                                             | komín                                | Otrokovice                         | součást teplárny |
| Komín Termo Děčín                        | 169 m           |                                                                  | komín                                | Děčín                              | součást teplárny |
| VE Krásná u Aše                          | 170 m (1×)      | 2009                                                             | větrná elektrárna                    | Krásná                             | Vestas V90 (125+45 m) |
| komín Nové hutě                          | 167 m           | 1986                                                             | komín                                | Kunčičky                           | součást energetiky ArcelorMittal Ostrava, vlastník TAMEH Czech |
| Vysílač Javořice                         | 167 m           | 1989                                                             | kotvený stožár                       | Javořice                           | |
| komín Mondi Štětí                        | 163 m           |                                                                  | komín                                | Štětí                              | součást podniku na výrobu celulózy |
| komín Výtopny Vráto                      | 162 m           | 1989                                                             | komín                                | České Budějovice                   | |
| komín Synthos Kralupy                    | 162 m           |                                                                  | komín                                | Kralupy nad Vltavou                | |
| Komín Pražské teplárenské                | 162 m           | 1961                                                             | komín                                | Praha                              | |
| komín Teplárny Jablonec nad Nisou        | 161 m           | 1986                                                             | komín                                | Jablonec nad Nisou                 | Odstřelen dopoledne 25. 9. 2021 |
| Komín Příbram                            | 161 m           |                                                                  | komín                                | Příbram                            | Kovohutě Příbram |
| komín Mondi Štětí                        | 161 m           |                                                                  | komín                                | Štětí                              | součást továrny na výrobu celulózy a papíru |
| komín DEZA                               | 160 m           | 1960                                                             | komín                                | Valašské Meziříčí                  | chemička DEZA |
| komín Synthos Kralupy                    | 160 m           |                                                                  | komín                                | Kralupy nad Vltavou                | |
| komín Teplárny Malešice                  | 160 m           |                                                                  | komín                                | Praha Malešice                     | |
| VE Červený kopec                         | 156 m           | 2012                                                             | větrná elektrárna                    | Rejchartice                        | Siemens SWT-2.3-101 |
| komín Mondi Štětí                        | 155 m           |                                                                  | komín                                | Štětí                              | součást továrny na výrobu celulózy a papíru |
| chladicí věže Jaderné elektrárny Temelín | 155 m (4×)      | 1986–1991                                                        | chladicí věže                        | Temelín                            | původně plánováno 8 věží, ale kvůli snížení počtu reaktorů ze 4 na dva postaveny věže 4 |
| VE Hať II                                | 155 m           | 2018                                                             | větrná elektrárna                    | Hať                                | Vestas V110 |
| komín Teplárny Třeboradice               | 153 m           |                                                                  | komín                                | Praha                              | |
| RKS Dobrochov                            | 152 m           | 1987                                                             | příhradový stožár                    | Dobrochov                          | |
| komín Teplárny Přívoz                    | 152 m           | 90. léta                                                         | komín                                | Ostrava                            | součást podniku Veolia Energie ČR |
| Komín v areálu Unipetrol                 | 151 m           |                                                                  | komín                                | Litvínov                           | |
| Komín Elektrárny Mělník                  | 151 m           |                                                                  | komín                                | Horní Počaply                      | |
| Komín Biocel Paskov                      | 151 m           |                                                                  | komín                                | Paskov                             | součást továrny na výroby celulózy |
| komín Tatry Kopřivnice                   | 150 m           | 1969–1971                                                        | komín                                | Kopřivnice                         | Stavba byla zahájena 4. 11. 1969, dokončena 8. 11. 1971. Vlastník KOMTERM Morava, s.r.o. |
| Vysílač Praděd                           | 150 m           | 1980                                                             | televizní vysílač s rozhlednou       | Praděd                             | do roku 1993 výška 162 m; vrchol vysílače je nejvyšším pevným (byť umělým) bodem Česka, s nadmořskou výškou mezi 1637 a 1638 metry leží výše než vrchol Sněžky                                      |
| RKS Mělník - Chloumek                    | 150 m           | 1983                                                             | vysílač                              | Mělník                             | |
| RKS Poděbrady                            | 155 m (2×)      | 1922                                                             | stožáry                              | Poděbrady                          | Areál vysílače (budova vysílače, vstupní brána a oba stožáry) od roku 2004 chráněn jako kulturní památka                                                                                            |
| Vysílač Liblice A                        | 150 m           | 1931                                                             | vysílač                              | Liblice                            | dva stožáry, odstřeleny 11. 8. 2004 |
| komín Přívoz                             | 150 m           |                                                                  | komín                                | Přívoz                             | |
| komín Čelechovice                        | 150 m           |                                                                  | komín                                | Čelechovice                        | součást bývalého cukrovaru |
| komín cementárny Hranice                 | 150 m           |                                                                  | komín                                | Hranice                            | součást cementárny Hranice |
| komín Neratovice                         | 150 m           |                                                                  | komín                                | Neratovice                         | |
| komín Dolní Jiřetín                      | 150 m           |                                                                  | komín                                | Dolní Jiřetín                      | ve výstavbě |
| Komín Teplárny Příbram                   | 150 m           |                                                                  | komín                                | Příbram                            | |
| Komín elektrárny Kladno – Dubská         | 150 m           | 2000                                                             | komín                                | Kladno                             | součást Elektrárny Kladno, majitel dříve Alpiq Generation (CZ), dnes Seven energy |
| VE Jindřichovice                         | 150 m (4×)      | 2010                                                             | větrná elektrárna                    | Jindřichovice                      | Enercon E82 (108+42 m) |
| VE Dětřichov                             | 150 m           | 2014                                                             | větrná elektrárna                    | Dětřichov                          | Vestas V90 (105+45 m) |
| VE Oldřišov                              | 150 m           | 2014                                                             | větrná elektrárna                    | Oldřišov                           | Vestas V90 (105+45 m) |
| VE Zlatá Olešnice I                      | 150 m           | 2014                                                             | větrná elektrárna                    | Zlatá Olešnice                     | Vestas V112 (94+56 m) |
| VE Kopřivná                              | 150 m (2×)      | 2013                                                             | větrná elektrárna                    | Kopřivná                           | Enercon E82 (108+42 m) |
| VE Krásná u Aše                          | 150 m (4×)      | 2013                                                             | větrná elektrárna                    | Krásná                             | Vestas V90 |
| VE Horní Paseky                          | 150 m (5×)      | 2012                                                             | větrná elektrárna                    | Horní Paseky                       | Vestas V90 |
| VE Horní Částkov                         | 150 m (4×)      | 2009                                                             | větrná elektrárna                    | Horní Částkov                      | Vestas V90 |
| VE Horní Řasnice                         | 150 m           | 2012                                                             | větrná elektrárna                    | Horní Řasnice                      | Vestas V100 |
| VE Kámen                                 | 150 m           | 2008                                                             | větrná elektrárna                    | Kámen                              | Vestas V90 |
| VE Bantice                               | 150 m           | 2008                                                             | větrná elektrárna                    | Bantice                            | Vestas V90 |
| VE Tulešice                              | 150 m           | 2009                                                             | větrná elektrárna                    | Tulešice                           | Vestas V90 |
| VE Rozstání                              | 150 m           | 2011                                                             | větrná elektrárna                    | Rozstání                           | Vestas V100 |
| VE Drahany                               | 150 m           | 2006                                                             | větrná elektrárna                    | Drahany                            | Vestas V90 |
| VE Horní Loděnice Lipina                 | 150 m (9×)      | 2009                                                             | větrná elektrárna                    | Horní Loděnice                     | Vestas V90 |
| VE Lipná                                 | 150 m           | 2008                                                             | větrná elektrárna                    | Lipná                              | Vestas V90 |
| VE Hať                                   | 150 m (2×)      | 2018                                                             | větrná elektrárna                    | Melč                               | Vestas V110 |
| VE Hať                                   | 150 m           | 2012                                                             | větrná elektrárna                    | Hať                                | Vestas V100 |
| VTE Bor                                  | 149 m (2x)      | 2019                                                             | větrná elektrárna                    | Damnov                             | Vestas V110 |
| Blok elektrárny Ledvice                  | 147,3 m         | 2009                                                             | budova                               | Elektrárna Ledvice                 | nejvyšší (průmyslová) budova v ČR |
| Blok elektrárny Mělník III               | 142 m           | 1981                                                             | budova                               | Mělník Horní Počaply               | |

## Galerie

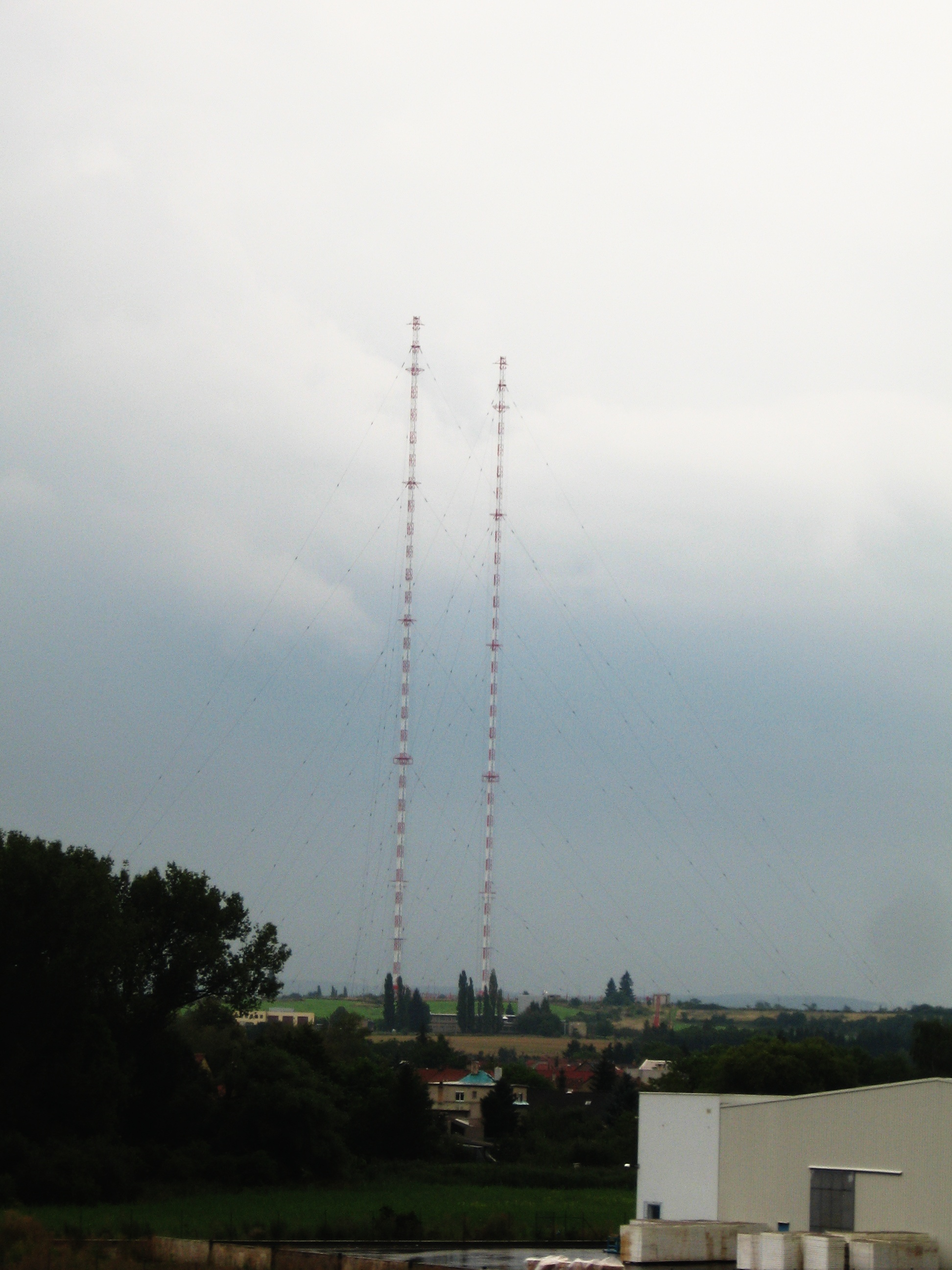
Nejvyšší stavba Česka, vysílače Liblice (355 m)
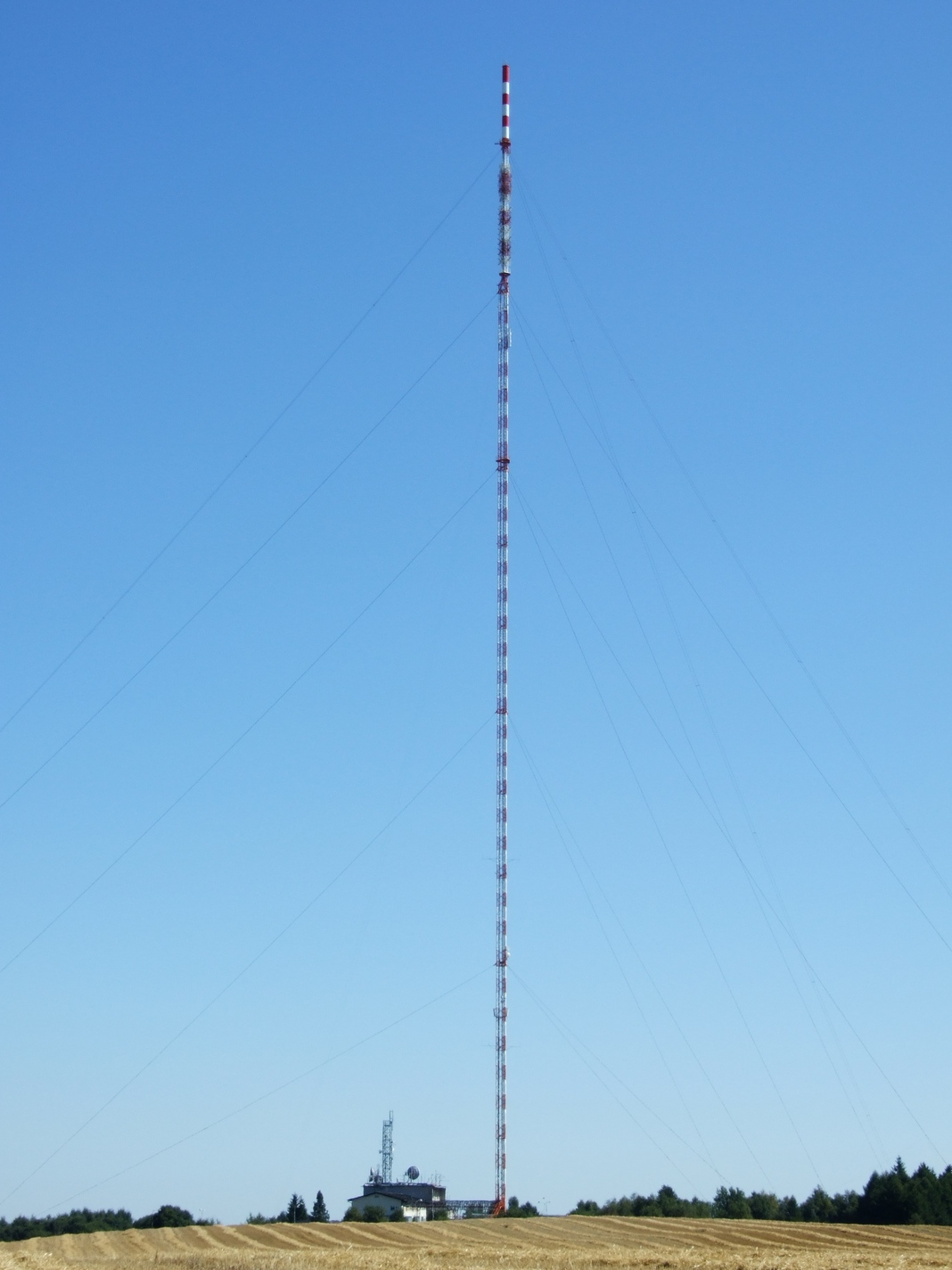
Vysílač Krašov (347,5 m)
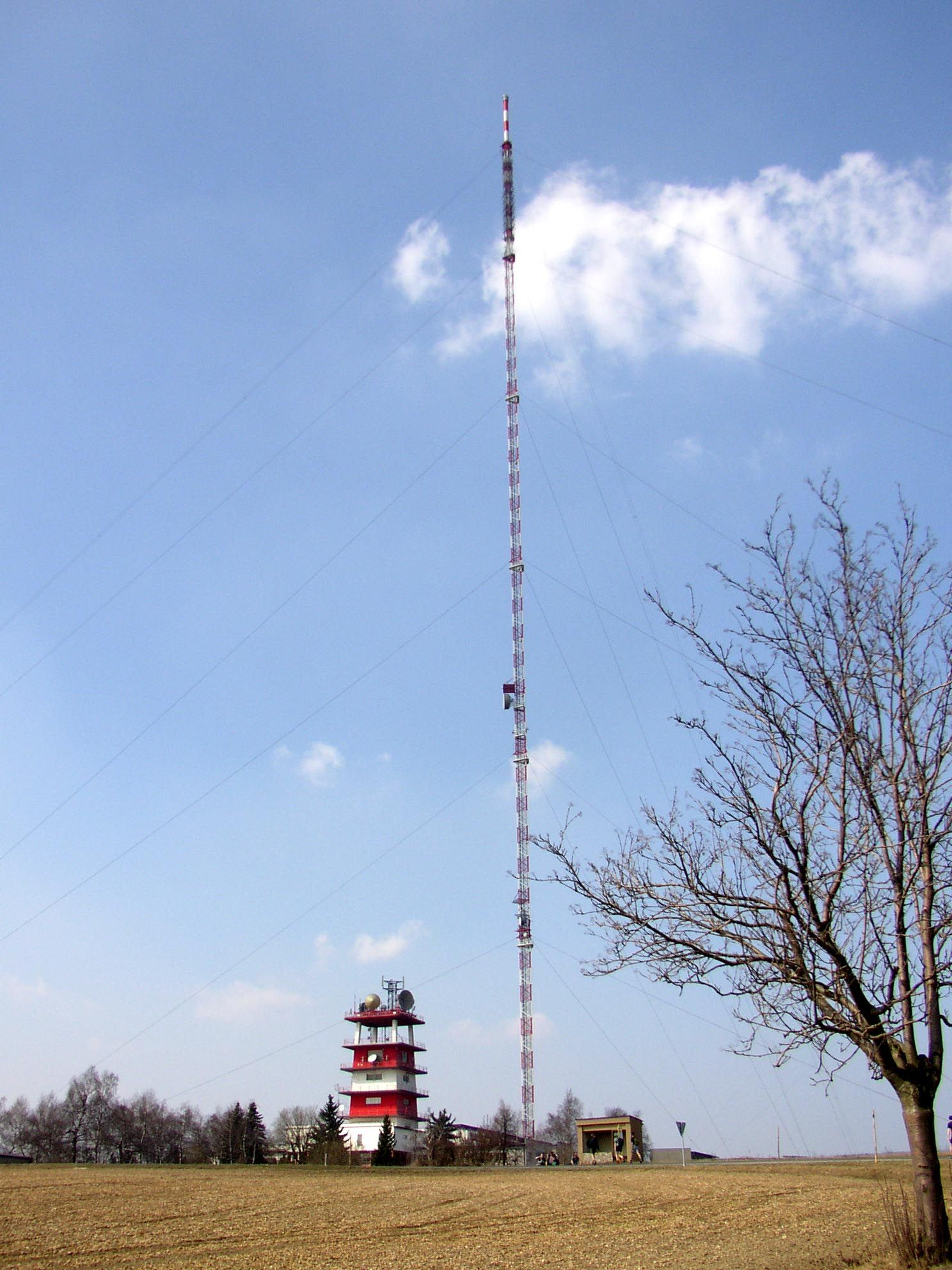
Vysílač Kojál (339,5 m)
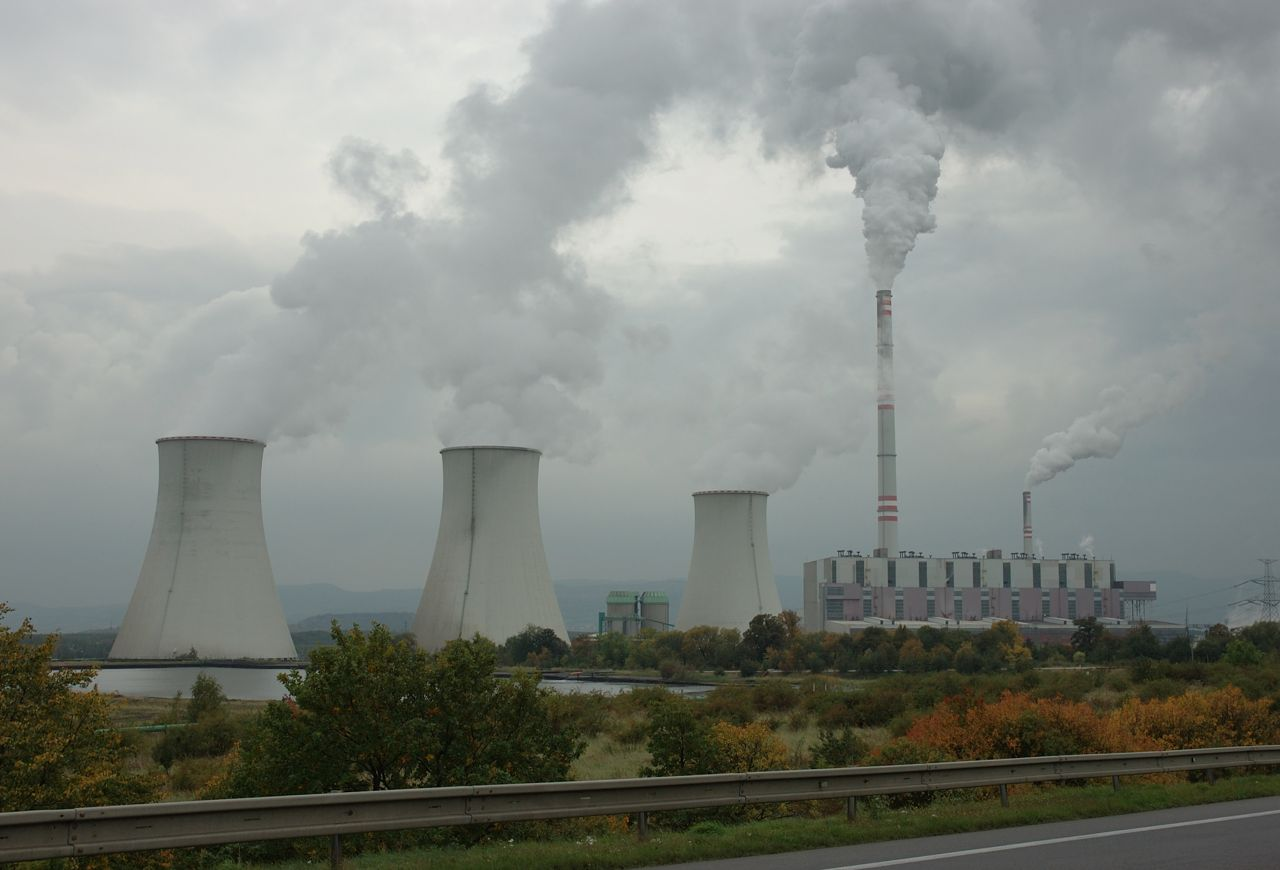
Elektrárna Prunéřov II (300 m – komín)
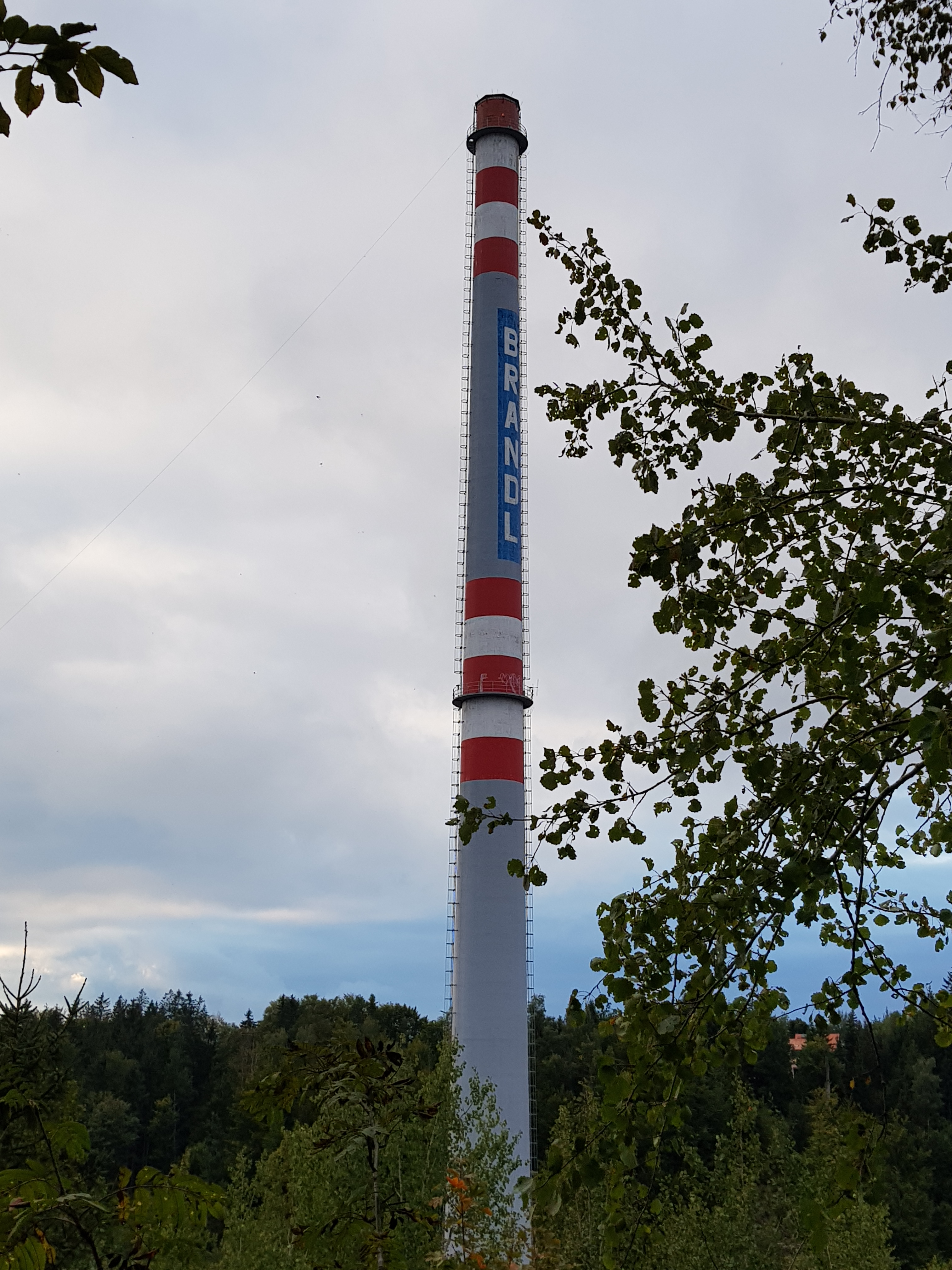
Komín bývalé teplárny v Jablonci nad Nisou, poslední den před odstřelem (161 m – komín)